# أولاد سعيد (قبيلة)
أولاد سعيد قبيلة عربية تابعة لاتحادية قبائل منطقة الشاوية بالمغرب، ويحدها غربا وادي أم الربيع إلى مشرع فم الزاوية ووادي تيوريرت، وتمتد حدودها جنوبا من مشرع سيدي غانم إلى الشمال الشرقي، إلى جنوب الخميسات (الشاوية)، وشرقا تمتد حدودها مع بئر بوحمادي وبئر أولاد مومن إلى أراضي سيدي الغزواني الشرقاوي، وهنا تنحرف حدود القبيلة لجهة الغرب، وشمالا تمتد حدود القبيلة ابتداء من ضريح سيدي علي مول الهبارية وضريح سيدي محمد البياض إلى حدود القبيلة على وادي تيورير. وتضم أولاد سعيد ست قبائل هي:
1. قبيلة حدامي
2. قبيلة أولاد عبو
3. قبيلة أولاد عريف
4. قبيلة مزورة
5. قبيلة موالين الحفرة
6. قبيلة كدانة

## أصل وتاريخ قبيلة أولاد سعيد
ترجع أصول قبيلة أولاد سعيد إلى عرب سويد من بنو هلال، وينحدرون من قبيلة مالك بن زغبة، ويرجع أصل الاسم الذي تحمله القبيلة إلى أحد رؤسائها القدماء وهو سعيد بن عثمان بن عمر بن المهدي السويدي، الذي عرف بدروه في تاريخ قبيلة سويد العربية، فعندما انقسمت قبيلتا سويد وبني عامر بن زغبة، توجه سعيد بن عثمان إلى السلطان يوسف بن يعقوب بن عبد الحق المريني في إحدى مقراته بتلمسان سنة 1300م، والذي استقبله استقبالا لائقا، لكنه تخوف منه والتحق بقبيلته أكرمة من فرع بني يزيد، وبعد وفاة السلطان يوسف المريني المذكور، استولى بنو عبد الواد على تلمسان، وكان على رأس دولتهم أبو تاشفين بن موسى بن عثمان بن يغمراسن، والذي أقر ابن عم سعيد وهو عريف بن يحيى بن عثمان على قبيلتهم العربية عوض سعيد لصداقتهما، (وعريف هذا هو جد فخدة عريف بأولاد سعيد) لكن عريف انقلب عليه فاتجه إلى تأييد المرينيين في نزاعهم مع بني عبد الواد سنة 720هـ موافق 1320م، وذلك في عهد السلطان أبوسعيد بن يعقوب المريني، وهناك اعتقل أبو تاشفين عم عريف وهو سعيد بن عثمان وسجنه وتوفي في معتقله بتلمسان، وبعد هذه الحادثة قام أحد اخوة سعيد واسمه ميمون بن عثمان يطلب من السلطان المريني أن يدله عن ملجإ يأوي اليه قومه من عرب سويد، وكان معه ابن اخيه عريف، وبعد وفاته تولى قيادة ابنه سماون قومه سويد الرحل، إلى وفاته سنة 1322م، تاركا لولده القيادة، وفي هذه الفترة كان عريف في البلاط المريني فاغتنى وكسب ثروة كبيرة، حيث اشتغل سفيرا لسلاطين المرينيين على التوالي أبو سعيد وأبو الحسن وأبو عنان، مبعوثا لدى الحفصيين سلاطين تونس، وبني الأحمر سلاطين الأندلس، والمماليك الأتراك بمصر، فكان يرأس مجاميع قبائل عرب معقل وزغبة مع قومه على السواء، وبعد وفاته ورث ابنه ونزمار بن عريف، هذا الجاه والرياسة، وفي آخر أيام حياته تسلم زمام رئاسة قومه الرحل أخوه عيسى بن عريف، وأمام هذه الحالة بالنسبة لأبناء عمهم وخاصة ميمون بن سعيد بن عثمان الذين همشتهم مكانة آل عريف، استمالهم سلطان بني عبد الواد بتلمسان لدعمه في مواجهة السلطان أبو عنان المريني، لكنه واجه أخوي ونزمار الذين اغتالوه بعد توليتهما زعامة قومهما وهما أبوبكر بن عريف ومحمد بن عريف.
ويتصل مع عرب رحل سويد فرع آخر يدعى (صبيح) والتي كانت تشكل قوة بشرية اضافية لهؤلاء الرحل في انتجاعهم واقامتهم، بحيث صاحبتهم في جميع مراحل تنقلاتهم إلى أن استقر بهم المقام في تامسنا.
وبالرجوع إلى الأخبار المحلية لأولاد سعيد فتقول الروايات أن جدهم الأعلى يدعى علي بن مومن الذي استقر في المنطقة حوالي 600هـ موافق 1204م، وتقاسم أبناؤه تركته أحدهم (عريف: وكان شهما حيث واجه قبائل مزامزة وأولاد بوزيري) والآخر (سعيد وكان أقل من الأول شجاعة واستقر بالمناطق المنخفضة) وباسمها تدعى ذريته بموالين الحفرة.

## للاستزادة
1. http://tribusdumaroc.free.fr/chaouia.php
2. https://web.archive.org/web/20111223122803/http://hamidfares.jeeran.com/sos/archive/2010/5/1046371.html
3. العبر وديوان المبتدأ والخبر في أيام العرب والعجم والبربر ومن عاصرهم من ذوي السلطان الأكبر (تاريخ ابن خلدون)